# 水俣市立水俣第三中学校
水俣市立水俣第三中学校（みなまたしりつ みなまただいさんちゅうがっこう）は、かつて熊本県水俣市平町二丁目にあった市立中学校。

## 概要
水俣第三中学校は、チッソの企業城下町として発展する水俣市の生徒数増加により、1961年10月1日に水俣第一中学校分室から独立する形で開校した。
中心市街地も校区に含まれていたが、市の人口減少や少子化、校舎の老朽化に伴い、2011年（平成23年）3月31日をもって、水俣第一中学校および水俣第二中学校へ分割統合され、閉校した。

## 沿革
- 1960年（昭和35年）10月18日 - 江添字井河1474番地で第一期工事着工。
- 1961年（昭和36年）
  - 4月1日 - 水俣市立水俣第一中学校分室が発足（1･2年生が在籍）。
  - 10月1日 - 水俣市立水俣第三中学校として独立（生徒数382名）。
  - 11月1日 - 第2期工事の完成に伴い、水俣第二中学校分室の生徒430名が転入。
  - 11月17日 - 独立記念式典挙行。
- 1993年（平成5年）11月 - 校舎改修工事竣工。
- 1999年（平成11年）5月 - 新体育館竣工（『新建築』2000年6月号に掲載）
- 2011年（平成23年）
  - 2月12日 - 閉校記念式典挙行
  - 3月31日 - 閉校。翌日から在校生は校区ごとにそれぞれ水俣第一中学校と水俣第二中学校に転入。